# (4517) Ralpharvey
(4517) Ralpharvey es un asteroide perteneciente al cinturón de asteroides, descubierto el 30 de septiembre de 1975 por Schelte John Bus desde el Observatorio del Monte Palomar, Estados Unidos.

## Designación y nombre
Designado provisionalmente como 1975 SV. Fue nombrado Ralpharvey en homenaje al profesor asistente en la Universidad Case Western, "Ralph Harvey", especializado en búsqueda de meteoritos en el Antártico.

## Características orbitales
Ralpharvey está situado a una distancia media del Sol de 2,157 ua, pudiendo alejarse hasta 2,534 ua y acercarse hasta 1,780 ua. Su excentricidad es 0,174 y la inclinación orbital 4,196 grados. Emplea 1157 días en completar una órbita alrededor del Sol.

## Características físicas
La magnitud absoluta de Ralpharvey es 13,3. Tiene 3,445 km de diámetro y su albedo se estima en 0,959.